# Уэр Кайси
Оркеш Дёлет (кит. трад. 吾爾開希, упр. 吾尔开希, пиньинь Wúěrkāixī; род. 17 февраля 1968, Пекин) — китайский диссидент уйгурского происхождения, один из лидеров протеста на площади Тяньаньмэнь в 1989 году.
Стал известен после того, как в 1989 году во время студенческой голодовки в эфире национального телевидения публично осудил премьера Государственного совета КНР Ли Пэна. Был одним из лидеров Независимого союза студентов Пекина, активно участвовал в переговорах с властями.
Впоследствии эмигрировал на Тайвань, дважды, в 2014 и 2016, безуспешно участвовал в выборах в Законодательный Юань.

## Биография
Родился в Пекине 17 февраля 1967 года в уйгурской семье. Родители Уэр Кайси работали в Пекине в Центральном Национальном Издательстве. По словам Сытоу Ва, видного гонконгского активиста и политика, отец Уэр Кайси служил в китайской армии (конкретно - в Военно-воздушных силах КНР), что позднее, после "Событий 4 июня", помогло ему покинуть материковый Китай.

## События на площади Тяньаньмэнь
Уэр Кайси появился на месте событий на площади Тяньаньмэнь в самом начале студенческого движения, в середине апреля 1989 года. Будучи студентом Пекинского педагогического университета, 21 апреля 1989 года Уэр Кайси объявил о создании "Независимой студенческой ассоциации Пекинского педагогического университета".
23 апреля 1989 года был образован «Независимый союз студентов Пекина», Уэр Кайси вошел в состав комитета и был одним из лидеров союза.
Уэр Кайси стал известен после публичного осуждения премьера Государственного совета КНР Ли Пэна в эфире национального телевидения в мае 1989 года во время массовой голодовки протестующих:

Я понимаю, что с моей стороны довольно грубо перебивать вас, Премьер, но на площади сидят голодные люди, а мы сидим здесь и обмениваемся любезностями. Мы здесь только для того, чтобы обсудить конкретные вопросы, сэр.

…

Сэр, вы сказали, что опоздали [из-за пробок]… вообще-то, мы вызывали вас на беседу с 22 апреля. Дело не в том, что вы опоздали, а в том, что вы слишком опоздали. Но все хорошо. Хорошо, что вы вообще смогли сюда приехать …
Оригинальный текст (англ.)I understand it is quite rude of me to interrupt you, Premier, but there are people sitting out there in the square, being hungry, as we sit here and exchange pleasantries. We are only here to discuss concrete matters, sir.

...

Sir, you said you are here late [because of traffic congestion]... we've actually been calling you to talk to us since 22 April. It's not that you are late, it's that you're here too late. But that's fine. It's good that you are able to come here at all...

## После событий на площади Тяньаньмэнь
После событий 4 июня Уэр Кайси был на втором месте в списке самых разыскиваемых лидеров студенческого движения. При поддержке своего отца Уэр Кайси покинул материковый Китай на военном самолёте из Ланьчжоу через Гонконг. После отъезда из Китая учился в Гарвардском университете и Доминиканском университете Калифорнии. Затем эмигрировал на Тайвань, где занимается политической деятельностью.
В 2014 и 2016 годах участвовал в выборах в Законодательный Юань.
К 2009 году, спустя 20 лет после событий на площади Тяньаньмэнь, Уэр Кайси все ещё оставался в списке самых разыскиваемых преступников. Он предпринимал несколько попыток вернуться в Китай.
В июне 2009 года он прибыл в Макао с намерением сдаться властям, однако был депортирован на Тайвань.
4 июня 2010 года был арестован полицией в Токио после попытки силой проникнуть в китайское посольство с целью сдаться. Через два дня он был освобожден без предъявления обвинения.
18 мая 2012 года Уэр Кайси в третий раз пытался обратиться в китайское посольство в Вашингтоне, но его обращение было проигнорировано.
В конце 2013 года в Гонконге предпринял очередную попытку сдаться властям, однако и это обращение было так же проигнорировано.
Свои действия Уэр Кайси объясняет тем, что «ищет возможность увидеть свою семью и получить шанс на диалог с китайским правительством».